# Morte de Osama bin Laden
A morte de Osama bin Laden, um dos membros sauditas da família bin Laden e líder-fundador do grupo terrorista al-Qaeda, ocorreu durante a Operação Lança de Neptuno, codinome usado pelas tropas estadunidenses para referir-se a ele, em 1 de maio de 2011. Nesse dia, o então presidente dos Estados Unidos, Barack Obama, informou em conferência à imprensa que bin Laden havia morrido na cidade paquistanesa de Abbottabad. Segundo a versão oficial, Osama teria sido capturado e morto em um esconderijo nos arredores da cidade por forças da Joint Special Operations Command em conjunção com a CIA, e que o governo desse país colaborou para a localização do paradeiro do terrorista. O cadáver foi mantido sob custódia militar e amostras de ADN, que foram comparadas com as amostras de uma irmã dele, a qual morrera de câncer no cérebro, confirmaram sua identidade; outros métodos, como reconhecimento facial, garantiram que o capturado era mesmo o terrorista.

## Operação Lança de Neptuno
O nome código oficial da missão foi Operação Lança de Neptuno. A lança de Neptuno é o tridente, que aparece nas insígnias dos SEALs da Marinha dos EUA, com as três pontas do tridente representando a capacidade operacional dos SEALs no mar, no ar e na terra.

### Descoberta do paradeiro
Autoridades de inteligência norte-americanas descobriram o paradeiro do terrorista acompanhando as informações de um de seus mensageiros. As primeiras informações foram recolhidas junto de presos em Guantánamo, descobrindo que ele era um protegido de Khalid Sheikh Mohammed. Em 2007, as autoridades dos Estados Unidos descobriram o verdadeiro nome dele e, em 2009, onde morava. Em agosto de 2010, o esconderijo do terrorista em Abbottabad, no Paquistão. Imagens de satélites e relatos da CIA ajudaram a confirmar a localização correta de Osama e dos outros moradores da mansão onde morava.

### Esconderijo
A mansão onde estava o terrorista foi construída em 2005, era localmente conhecida como Waziristan Haveli e custou mais de um milhão de dólares. O esconderijo estava localizado a 1,3 km da Academia Militar do Paquistão, no subúrbio de Abbottabad. Na região em torno do esconderijo havia grande circulação e habitação de militares paquistaneses. O terrorista estava escondido no local há, pelo menos, cinco anos sem ser descoberto.

Diagrama do composto

Terminado de ser construído em 2005, o composto encontra-se em um terreno muito maior do que as casas ao seu redor; embora a sua área seja muito maior e sua segurança exagerada, a casa não se destacava das demais por seguir o mesmo padrão de construção: sem acabamento e com janelas reduzidas, seguia arquitetonicamente o estilo do bairro em que estava.
Tem três andares e situa-se próximo dos limites da cidade, num meio urbano e tinha alta segurança. Era cerca de oito vezes maior que as outras residências em seu redor, era cercada por paredes de arame de concreto (concreto armado) de 3,7 a 5,5 m de altura e arame farpado. Existiam dois portões de segurança e no terceiro andar há uma varanda com 2,1 m de altura de parede, o que garantia alta privacidade. A área total da casa aproxima-se de 3 500 metros quadrados e tem poucas janelas. O complexo não contava com ligações à Internet ou telefónicas para evitar que fosse descoberta a localização do terrorista. Fotos internas da casa mostram que ela não apresentava luxo ou conforto e que estava desorganizada e com móveis modestos. O composto tinha uma horta em que estavam coelhos, galinhas e uma vaca.
O composto, analisado por especialistas, mostra-se extremamente seguro e contra pretensos invasores. Foi classificado como "muito urbano" e "extraordinariamente único". A Associated Press identificou o proprietário como sendo Abu Ahmed al-Kuwaiti, que comprou o terreno e mais quatro lotes entre 2004 e 2005 pelo equivalente a 48 mil dólares americanos.
Construída entre 2003 e 2005, a estrutura estava localizada em uma estrada de terra de 4 km a nordeste do centro da cidade de Abbottabad. O composto foi avaliado por autoridades estadunidenses que confirmaram o preço da casa em um milhão de dólares americanos, enquanto as imobiliárias locais diziam que o composto era avaliado em 250 mil dólares. Relatórios mostram que bin Laden pode ter sido movido para o composto um ano após sua construção, realizada em 2005. O terrorista, que não fazia aparições públicas, era conhecido até 2011, na região, apenas como "mestre", não sendo sua real identidade revelada aos seus vizinhos da cidade.
Imagens de satélite mostram várias antenas parabólicas instaladas na casa, que também tinha sistema de vigilância com câmeras distribuídas por todo o terreno. Um dos principais construtores do complexo foi Gul Mohammed, encarregado de construir uma casa com muitas vedações e muros altos. De acordo com o construtor, ele não havia sido informado de para quem estava trabalhando e dois homens, a mando de bin Laden, vigiavam a construção do composto. O construtor diz que os homens não eram restritivos com dinheiro e sempre o forneciam quando solicitado. O homem que mandara construir a casa era chamado apenas por "mestre". Mohammed diz nunca ter conhecido o homem.
O presidente Obama reuniu-se com os seus assessores de segurança no dia 14 de março de 2011, na primeira das cinco reuniões de segurança que decorreram em segredo ao longo de seis semanas. A 29 de abril, às 8h20min, o presidente dos Estados Unidos reuniu-se com Thomas Donilon, John Brennan e outros assessores de segurança, e autorizou o ataque ao complexo de Abbottabad. O Paquistão não foi informado desta decisão.

## Execução da operação

### Abordagem
Depois da autorização do presidente Obama, o diretor da CIA, Leon Panetta, deu o seu aval ao meio-dia de 1 de maio de 2011. O ataque foi realizado por helicópteros dos Navy SEALs do Grupo de Desenvolvimento Especial de Guerra Naval dos Estados Unidos (DEVGRU) do Joint Special Operations Command, que, por razões legais, foram temporariamente transferidos para o controle da CIA e paramilitares da agência.
Os Seals DEVGRU operaram em duas equipes com doze pessoas cada e usavam armamento como a espingarda de assalto HK416 (a arma principal), a metralhadora Mark 48, e a MP7, uma arma de defesa pessoal usada por alguns SEALs, mais silenciosa e para combate próximo. De acordo com o The New York Times, na operação havia um total de "79 comandos e um cão". O cão era um pastor-belga-malinois chamado de Cairo, que podia detectar a presença de explosivos no complexo de bin Laden. Entre as pessoas adicionais da missão, estavam incluídos um intérprete, o tratador do cão, os pilotos dos helicópteros, além de coletores de informações e navegadores que utilizaram imagens hiperespectrais para visualizar a operação.
Os SEALs voaram para o Paquistão a partir de uma base na cidade de Jalalabad, no leste do Afeganistão. O 160.º Regimento de Operações Especiais de Aviação (SOAR), uma unidade do Comando de Operações Especiais do Exército dos EUA conhecida como "Night Stalkers", forneceu os dois helicópteros Black Hawk modificados que foram usados para o raide propriamente dito, bem como os helicópteros de carga pesada Chinook que foram usados como apoio.
Os Black Hawks usavam versões "furtivas" do helicóptero, anteriormente não conhecidas, que voavam mais silenciosamente e são mais difíceis de detectar no radar do que os modelos convencionais.
Os Chinooks mantidos em alerta estavam no terreno "numa área deserta a cerca de dois terços do caminho" de Jalalabad a Abbottabad, com duas equipes da SEAL adicionais constituídas por cerca de 24 operadores DEVGRU para uma "força de reação rápida" (QRF). A sua missão era interditar quaisquer tentativas militares paquistanesas de interferir com a operação. Outros Chinooks, com mais 25 SEALs da DEVGRU, foram colocados do outro lado da fronteira no Afeganistão, para o caso de serem necessários reforços durante a operação.
De acordo com o plano, o primeiro helicóptero sobrevoaria o pátio do complexo, enquanto toda a sua equipe da SEALs descia por cordas rapidamente para o solo. Ao mesmo tempo, o segundo helicóptero voaria para o canto nordeste do complexo e descia o intérprete, o cão e o tratador, e quatro SEALs para assegurar o perímetro. A equipe no pátio entraria na casa pelo rés-do-chão.
Ao pairar acima do alvo, o primeiro helicóptero experimentou uma falha mecânica, desceu bruscamente e raspou com a cauda uma das paredes do complexo, danificando a hélice. Nenhum dos SEALs, tripulação ou pilotos do helicóptero ficou gravemente ferido na aterragem. Os SEALs avançaram para dentro de casa, arrombando paredes e portas com explosivos.

### Entrada
Os SEALs encontraram os residentes na casa de hóspedes do complexo, no seu edifício principal, no primeiro andar onde viviam dois homens adultos, e no segundo e terceiro andares onde Bin Laden vivia com a sua família. O segundo e terceiro andares foram a última secção do complexo a ser vista. Segundo consta, havia "pequenos grupos de crianças … em todos os níveis, incluindo a varanda do quarto de Bin Laden".
Bin Laden foi morto na operação e as versões iniciais diziam que três outros homens e uma mulher também foram mortos: o filho adulto de bin Laden, Khalid; o correio de bin Laden, Abu Ahmed al-Kuwaiti; o irmão de al-Kuwaiti, Abrar;  e a mulher de Abrar, Bushra.

### Execução de Bin Laden
Os SEALs encontraram Bin Laden no terceiro andar do edifício principal. Bin Laden estava desarmado, "vestindo a túnica e as calças largas locais conhecidas como "kurta paijama", que mais tarde foi verificado terem 500 euros e dois números de telefone cosidos no tecido.
Bin Laden espreitou pela porta do seu quarto os norte-americanos, que avançavam pelas escadas, e o líder da equipe disparou contra ele. Os relatos diferem, embora concordem que ele acabou por ser atingido por tiros no corpo e na cabeça. Duas das suas esposas estavam perto dele. Segundo o jornalista Nicholas Schmidle, uma das esposas de Bin Laden, Amal Ahmed Abdul Fatah, moveu-se em direção ao SEAL, que lhe atirou numa perna, depois agarrou ambas as mulheres e empurrou-as para o lado.
O líder da equipe transmitiu então por rádio, "Por Deus e pelo país — Gerónimo, Gerónimo, Gerónimo" e depois, após ter sido solicitado por McRaven para confirmação, "Gerónimo EKIA" (inimigo morto em ação). Assistindo à operação na Sala de Crise da Casa Branca, Obama disse simplesmente: "Apanhámo-lo".
As mulheres e crianças encontradas durante a incursão foram presas com cabos de plástico e depois deixadas no exterior, para que as forças paquistanesas as descobrissem. O cadáver de Bin Laden foi levado pelas forças norte-americanas, os corpos dos outros quatro mortos no raide foram deixados no complexo.
Toda a operação demorou 38 minutos e cerca de metade desse tempo foi dedicado a recolha de material. A equipe encontrou três Kalashnikov, duas pistolas, dez discos rígidos de computador, muitos documentos, jornais, livros, cartas, DVD´s, cerca de 100 pen drives, uma dúzia de celulares e diversos equipamentos eletrônicos. Foi encontrada também uma grande quantidade de ópio e uma vasta coleção de filmes pornográficos, um achado habitual em situações semelhantes.
Entre a vasta coleção de livros que Osama Bin Laden se encontrava a ler na altura em que foi morto, há obras sobre teorias da conspiração sobre o ataque de 11 de Setembro às Torres Gémeas e sobre a estratégia militar dos Estados Unidos depois daquele ataque. Foram ainda encontradas obras de Noam Chomsky e Michael F. Scheuer, um Manual de Direito Internacional, uma enciclopédia sobre religiões, livros relacionados com os Illuminati e relatórios sobre a energia nuclear na Síria e no Irão. À medida que os documentos vão sendo analisados e desclassificados, outras revelações são feitas; por exemplo a existência de um relatório de 19 páginas sobre as ligações da Al-Qaeda ao Irão.

## Papel do Paquistão

### Acusações contra o país

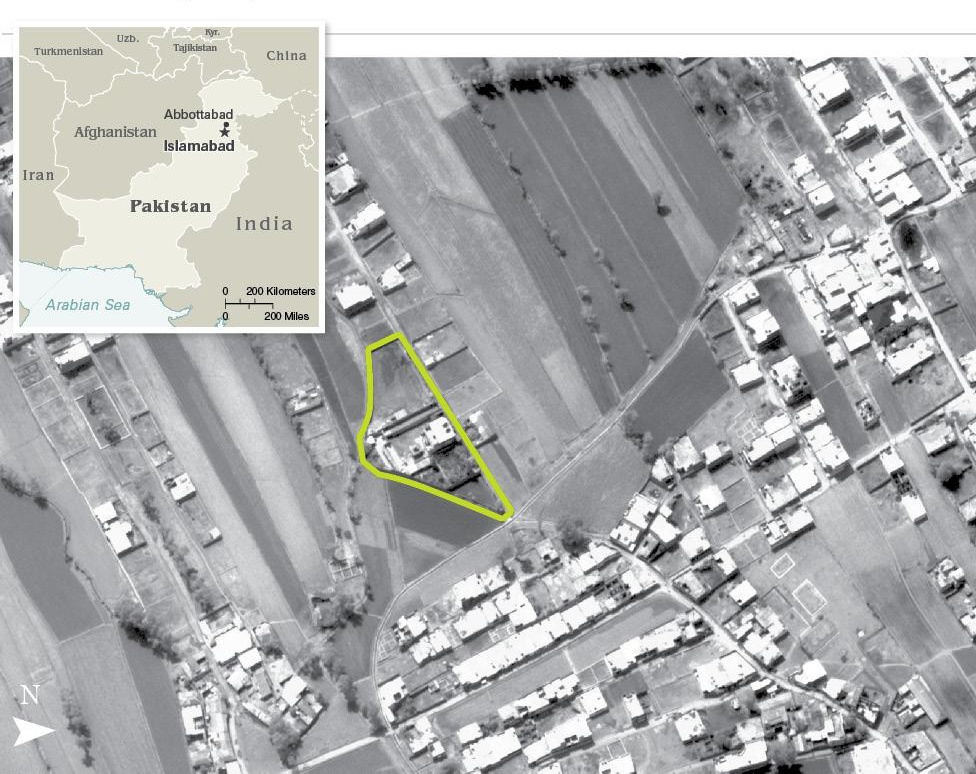
Imagem de satélite da CIA mostrando o complexo onde Osama bin Laden estava escondido

Várias alegações foram feitas contra o governo paquistanês. Há acusações de que o governo do país, que se mostra contra o terrorismo, tenha abrigado Osama. O complexo que abrigava o terrorista estava localizado próximo à Academia Militar do Paquistão e em um meio urbano, não isolado. Os Estados Unidos optaram por não avisar o Paquistão sobre a operação que matou bin Laden, atitude explicada por essa desconfiança quanto ao real posicionamento do país em relação ao terrorismo. O serviço de inteligência do Paquistão, ISI, também é acusado de facilitar o contrabando de membros da al-Qaeda no Afeganistão para enfrentar tropas da OTAN. De acordo com documentos vazados em dezembro de 2009, o governo do Tajiquistão havia dito que muitas autoridades dos Estados Unidos já conheciam o paradeiro de bin Laden.
Em sua primeira entrevista após a operação, o Chefe da CIA, Leon Panetta, disse que a CIA havia afastado o Paquistão das investigações, temendo que "qualquer esforço para trabalhar com os paquistaneses possa comprometer a operação. Eles poderiam alertar os alvos".
A secretária de Estado, Hillary Clinton, no entanto, declarou que "a cooperação com o Paquistão ajudou a levar-nos ao composto em que bin Laden estava escondido".
O senador dos EUA, Joe Lieberman, presidente do Comitê de Segurança Interna do Estado, disse que "este vai ser um momento de verdadeira pressão sobre o Paquistão para provar que eles não sabiam do paradeiro de bin Laden.
O assessor-chefe do contraterrorismo de Obama, John Brennan, disse que era impossível que Osama não tivesse apoio dentro do Paquistão e ainda afirmou, "as pessoas têm vindo a referir isso como se ele estivesse escondendo-se na vista do governo do país, mas nós estamos analisando como ele foi capaz de se esconder lá por tanto tempo". O senador Lindsey Graham questionou como bin Laden poderia se esconder por tanto tempo sem ser notado, levantando suspeitas de que o Paquistão era mesmo comprometido com a Guerra ao Terror ou se abrigava terroristas. Um oficial da inteligência paquistanesa disse que havia passado por telefone dados para os Estados Unidos, mas que não analisava as informações, deixando esse serviço para a inteligência responsável pela caçada a bin Laden.
O Ministro indiano de Assuntos Internos, Palaniappan Chidambaram disse que bin Laden se escondia "no fundo" do Paquistão. Essa era uma questão grave e preocupante para a Índia e revelou que "muitos dos terroristas que promoveram os ataques a Mumbai continuam abrigados no Paquistão". Ele pediu para que o país os prenda, mas não obteve respostas objetivas do Paquistão, que continua abrigado esses terroristas.
O britânico nascido no Paquistão, Khalid Mahmood, diz ter ficado "perplexo e chocado" após descobrir que bin Laden estava morando em uma cidade com milhares de soldados paquistaneses, reavivando questões sobre supostas ligações entre o grupo terrorista al-Qaeda e os elementos de forças de segurança do Paquistão, mostrando que talvez o país não esteja lutando contra o terror como afirmam seus governantes e abrigando terroristas.
O jornal Gulf News informou que o composto em que bin Laden foi morto já havia sido usado como um esconderijo pelo Paquistão e pelo serviço de inteligência do país, Inter-Services Intelligence, ISI, mas já não estava sendo usado para essa finalidade. O jornal canadense The Globe and Mail informou a polícia local dizendo que o composto pertencia a Hizbul Mujahideen, um grupo de militantes apoiados pelo ISI que está lutando na região da Caxemira contra forças indianas. Hillary Clinton voltou a defender o governo paquistanês, em 27 de maio de 2011, dizendo que as autoridades do país admitiram que "alguém, em algum lugar" estaria assistindo bin Laden, mas que não fazia parte do exército paquistanês ou alguém ligado ao governo. Hillary disse que "não há nenhuma prova" de que o país soubesse do paradeiro do líder da al-Qaeda. Ela também confirmou que os Estados Unidos continuarão a apoiar o Paquistão e que, somente por segurança, a missão ocorreu em segredo.

### Resposta do Paquistão
Um funcionário da inteligência paquistanesa informou que dados brutos sobre o paradeiro de bin Laden eram passados aos Estados Unidos para que fosse analisados.
O alto comissário paquistanês para a Inglaterra, Wajid Shamsul Hasan, disse que o Paquistão tinha conhecimento prévio de que uma operação iria acontecer em seu território em 2 de maio de 2011, dia da morte de bin Laden.
Outro funcionário paquistanês afirmou que as forças paquistanesas só tinham autorização para voos de helicóptero e que a operação foi conduzida apenas pelos Estados Unidos e que, caso algo desse errado na operação, o Paquistão não seria responsabilizado pelos Estados Unidos.

## Confirmação da morte

### Identificação do corpo
Acredita-se que, logo após a operação Netuno Spear, que matou o terrorista, seu corpo tenha sido levado para Jalalabad, no Afeganistão. Os métodos de identificação incluíram a medida do corpo, tanto o cadáver quanto bin Laden tinham 1,93 metros de altura, um programa de reconhecimento facial também foi usado para reconhecer o terrorista, uma fotografia de bin Laden morto foi transmitida à sede da CIA em Virgínia, Langley, a taxa de semelhança com Osama chegou a 90-95%. Exames de ADN também confirmaram a identidade do corpo como sendo de Osama bin Laden.
Durante a operação uma mulher chamou pelo nome do terrorista auxiliando as forças armadas a identificarem o corpo como sendo mesmo o de bin Laden.

### Sepultamento no mar

#### Procedimentos

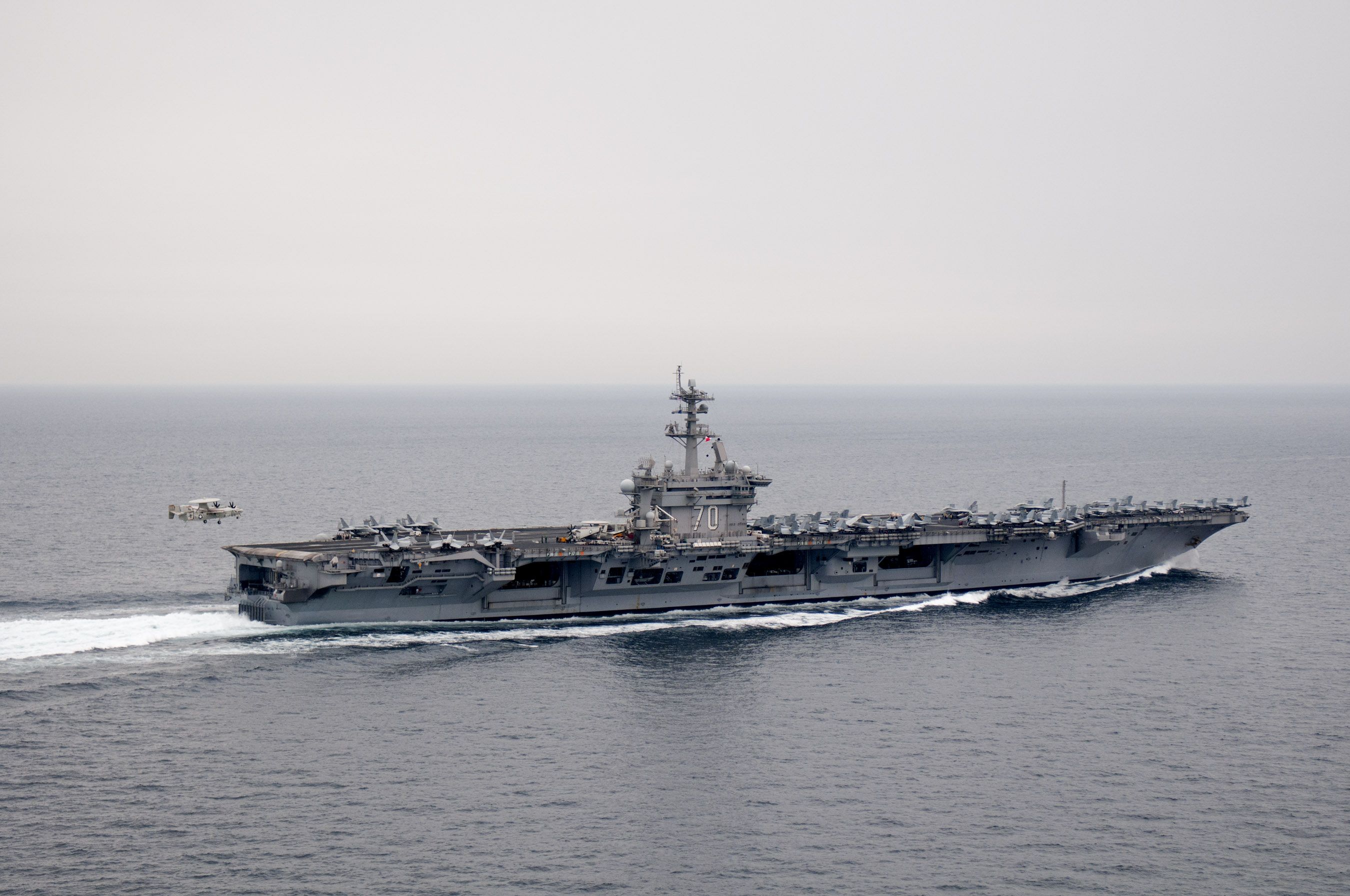
USS Carl Vinson realizando operações no Golfo Pérsico em 4 de abril de 2011

De acordo com um oficial dos Estados Unidos, em 2 de maio, o corpo de bin Laden foi sepultado menos de um dia após a sua morte seguindo os rituais da fé islâmica.

O corpo foi transportado para o super-porta-aviões USS Carl Vinson (foto), o navio-almirante do Carrier Strike Group One, que opera no Mar Arábico. Depois, o corpo foi lavado e enrolado em uma toalha branca seguindo os rituais árabes. Após esses rituais, o corpo afundou no Mar Arábico.

O presidente dos Estados Unidos, Obama, disse que os militares foram respeitosos com o corpo e completou dizendo: "Tomamos mais cuidado com o corpo do que, obviamente, bin Laden tomou quando matou três mil pessoas nos atentados de 11 de setembro de 2001. Ele não teve muito respeito sobre como as vítimas eram tratadas e profanadas". Obama garantiu que especialistas em costumes islâmicos disseram como o sepultamento deveria ser feito.

### Confirmação da al-Qaeda
Para acabar com o ceticismo que ainda alimentava teorias conspiratórias de que bin Laden havia sobrevivido ao ataque dos Estados Unidos, a rede terrorista de que bin Laden era o líder, al-Qaeda, pronunciou-se publicamente dizendo que o terrorista está mesmo morto. A mensagem foi divulgada pela internet e os terroristas prometem publicar o último vídeo gravado por bin Laden que ainda não havia sido divulgado. A confirmação da morte pela al-Qaeda foi divulgada em um fórum utilizado por extremistas de acordo com o SITE Intelligence Group, grupo que monitora sites islâmicos. A al-Qaeda ainda ameaçou os Estados Unidos e instou os paquistaneses a "levantar-se e revoltar-se" contra a morte de bin Laden. A mensagem dizia ainda que a morte de bin Laden será "uma maldição para os Estados Unidos", e que os norte-americanos seriam perseguidos dentro ou fora de seu país.

| “ | Em breve, com a ajuda de Alá, sua felicidade se transformará em tristeza e seu sangue será misturado com suas lágrimas. | ” |

A mensagem anunciava também que os planos de ataques aos Estados Unidos continuariam, "sem cansaço ou tédio", até que um desastre acontecesse no país. Os terroristas prometeram vingança pela morte de bin Laden, dizendo que seu sangue era sagrado e não podia ser "derramado em vão". A Casa Branca disse estar vigilante para impedir que o prometido ataque terrorista acontecesse. O porta-voz Jay Carney declarou: "Estamos muito conscientes da possibilidade de um ataque terrorista e extremamente vigilantes".

### Pronunciamento dos Estados Unidos
Pouco depois da divulgação da notícia, a morte do terrorista foi confirmada oficialmente pelo presidente dos Estados Unidos Barack Obama em um pronunciamento pela televisão aos estadunidenses.
| “ | Hoje, sob minha administração, os Estados Unidos lançaram uma operação dirigida contra esse edifício em Abbottabad, Paquistão. Um pequeno grupo de norte-americanos realizou a operação com uma capacidade e coragem extraordinárias. Nenhum americano se feriu ou foi prejudicado. Eles tomaram cuidado em evitar vítimas civis. Após um tiroteio, mataram Osama Bin Laden e mantiveram seu corpo sob custódia. | ” |

O discurso de Obama foi de extrema importância para o país. Antes da mensagem oficial, havia muitos rumores e desconfiança quanto à veracidade das informações da morte de bin Laden. O discurso do presidente dos Estados Unidos também confirmou que ele morrera por militares norte-americanos e não por outros militares, embora estes tenham sido ajudados por outras organizações e o próprio governo paquistanês tenha apontado o local onde encontrar Bin Laden.

## Reações

### Nos Estados Unidos

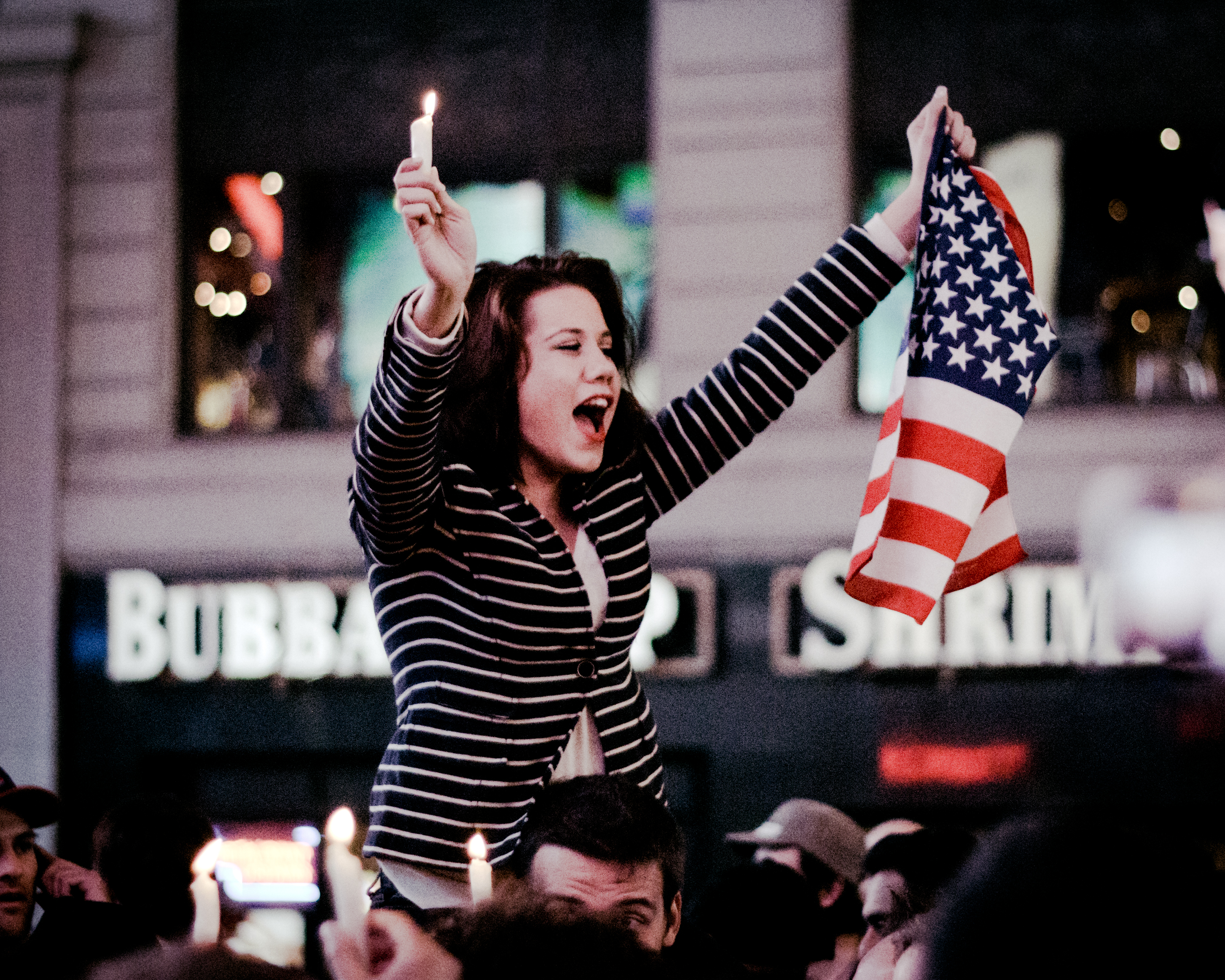
Celebrações na Times Square logo após a notícia da morte de bin Laden ser confirmada

Minutos depois do anúncio oficial, multidões se reuniram espontaneamente diante da Casa Branca, no Ground Zero, no Pentágono e na Times Square para comemorar a ação. Durante todo o discurso de Obama, 4000 mensagens por segundo foram enviadas no Twitter.
O ex-presidente George W. Bush disse que "isto marca um feito vitorioso importante para a América, para pessoas que buscam a paz em todo o mundo, e para todos aqueles que perderam entes queridos no 11 de setembro de 2001". O evento também foi aplaudido por outros líderes republicanos, incluindo o ex-governador de Massachusetts, Mitt Romney, o ex-governador de Minnesota, Tim Pawlenty, e o senador John McCain. O ex-presidente Bill Clinton descreveu o ocorrido como um "momento extremamente importante para as pessoas em todo o mundo que querem construir um futuro comum de paz, liberdade e cooperação para os nossos filhos".
Michael Bloomberg, prefeito de Nova Iorque, afirmou que espera que a morte de bin Laden "conforte aqueles que perderam os entes queridos" durante o atentado de 11 de setembro. Condoleezza Rice, ex-assessora de Segurança Nacional e Secretária de Estado, caracterizou a notícia como "absolutamente emocionante", acrescentando que ficou "repleta de gratidão" e que continua a se surpreender com o que "nossas forças armadas têm conseguido".

### Economia

#### Bolsas de Valores
Logo após o anúncio da morte de bin Laden, as principais Bolsas de Valores da Ásia, entre eles China, Hong Kong, Singapura, Malásia e Tailândia tiveram alta na abertura de 2 de maio de 2011. A Bolsa de Tóquio teve alta de 1,54% e fechou em alta, acima dos dez mil pontos, pela primeira vez desde a metade de março, quando a notícia do terremoto abalou a economia do país. Essa melhora nas economias pelo mundo é consequência da aparente segurança que a morte de bin Laden traz para os países ligados aos Estados Unidos. Muitos governos, porém, já alertaram para o perigo de ataques terroristas em represália à morte de bin Laden.

#### Petróleo
O preço do barril de petróleo também caiu devido à morte de Osama Bin Laden, o preço do petróleo ficou mais de 1% menor. O petróleo tipo Brent caiu 78 centavos enquanto o leve americano 95 centavos. Analistas dizem que o preço já estava caindo antes da morte de bin Laden, mas que por conta dessa notícia o petróleo pode ficar ainda mais barato em todo o mundo.

### Organizações militantes
- Brigadas dos Mártires de Al-Aqsa:

A organização diz ter lamentado a morte de bin Laden e declarou em um comunicado: "A nação islâmica ficou chocada com a notícia de que bin Laden tenha sido morto pelos não-crentes. Ele deixou uma geração que segue a educação que ele deu pela Jihad. A perda do líder dos lutadores da Palestina e todo não impedirão a sua missão e todos vão continuar na tutela de seus senhores. Dizemos aos israelenses e aos ocupantes americanos que temos líderes que mudaram a história com a Jihad e com a sua firmeza. Nós estamos prontos para sacrificar as nossas vidas para retornar à paz". Mais tarde, o porta-voz do grupo negou a declaração.
- Al-Qaeda:

Um dos membros da Al-Qaeda disse: "Essa notícia foi uma catástrofe para nós. No início, não conseguimos acreditar, mas entramos em contato com nossos irmãos no Paquistão, que confirmaram a notícia".
- Hamas:

Chefe do Hamas, Ismail Haniya, diz que condena a morte de qualquer "guerreiro santo" e que pede a Alá que conceda sua misericórdia a bin Laden. Afirma que, se a notícia da morte de Osama for confirmada, considera que a ação é uma continuação da política norte-americana de opressão e "derramamento de sangue" contra os árabes e muçulmanos. Ele ainda afirma que pede a Deus que ofereça misericórdia a bin Laden e aos verdadeiros fiéis a ele.
- Irmandade Muçulmana:

Mahmud Ezzat disse que não é bin Laden que morreu. Ele disse que, se for mesmo bin Laden morto, as tropas ocidentais devem deixar o Iraque e o Afeganistão.

### Uniões internacionais
- União Europeia:

O Presidente do Parlamento Europeu, Jerzy Buzek disse que "acorda-se para um mundo mais seguro" após a morte de bin Laden.
- Organização do Tratado do Atlântico Norte:

O Secretário-Geral da OTAN, Anders Fogh Rasmussen, disse que a morte de bin Laden é um "sucesso significativo" para a segurança dos aliados à OTAN.
- Organização das Nações Unidas:

O Secretário-Geral da ONU, Ban Ki-moon saudou a morte de bin Laden como "um divisor de águas" na luta mundial da Organização contra o terror.

### Países
- Afeganistão: O presidente afegão Hamid Karzai, falando sobre a morte de Osama, disse "é maravilhoso, excelentes notícias", ressaltando que Osama "tem sido um dos maiores inimigos da humanidade, da civilização, e tem sido um grande problema para a raça humana".[108] Ele enfatizou que "o Afeganistão estava certo" ao dizer que "a luta contra o terrorismo não é nas vilas do Afeganistão, nem entre os pobres do Afeganistão, mas nas mansões", e pediu ao Taliban para abandonar a luta armada.[109]
- África do Sul: O Departamento de Relações Internacionais e Cooperação da África do Sul emitiu um comunicado de que o governo tomou conhecimento da notícia da morte de bin Laden e reafirmou o compromisso do país em conter o terrorismo. O Congresso Nacional Africano disse que não se manifestará oficialmente até que provas mais concretas da morte de bin Laden sejam apresentadas pelos Estados Unidos.[110]
- Alemanha: O ministro alemão para assuntos exteriores, Guido Westerwelle, felicitou os Estados Unidos pelo sucesso da operação que culminou com a morte do líder da Al-Qaeda e afirmou que "o fato de que se tenha acabado com as manobras sangrentas desse terrorista é uma boa notícia para todos os homens que defendem a paz e a liberdade no mundo" e que bin Laden foi "um dos terroristas mais brutais do mundo" sobre cuja consciência pesavam as vidas de milhares de pessoas.[111]
- Argentina: A presidente da Argentina, Cristina Fernández de Kirchner, enviou uma carta a Obama em que destacou a ameaça permanente do terrorismo em todo o mundo e expressou o seu desejo de que a morte de Osama não atrapalhe a esperança de paz no Oriente Médio. O governador da província de Buenos Aires, Daniel Scioli, considerou a captura de bin Laden como um passo à frente na Guerra ao Terror. Aníbal Fernández anunciou que a Argentina levará a sério as ameaças de represália da al-Qaeda.[112]
- Áustria: O Ministro de Negócios Estrangeiros da Áustria, Michael Spindelegger, disse que a morte de bin Laden "foi um alívio para muitas pessoas", mas advertiu que isso não deve ser tomado como o fim da Guerra ao Terror. O país ficou em alerta para represálias.[113]
- Bélgica:o país disse temer ataques terroristas em represália à morte de Osama. A Bélgica recebe todos os dias oficiais da OTAN em Bruxelas e líderes da União Europeia também costumam reunir-se no país.[114]
- Brasil: O chanceler Antonio Patriota declarou que a notícia da morte de Osama bin Laden, divulgada no domingo pelo governo dos Estados Unidos, tem uma "dimensão interessante e positiva, no momento em que o mundo árabe se manifesta, do Marrocos ao Golfo, por mais liberdade de expressão, por mais democracia e melhores oportunidades".[115] Patriota também condenou o terrorismo e se solidarizou com as famílias vítimas da Al-Qaeda.[116]
- Canadá: O primeiro-ministro Stephen Harper disse que a morte de bin Laden "garante um senso de justiça para as famílias dos 24 canadenses mortos" (no 11 de setembro) e que o "Canadá recebe a notícia da morte de Osama bin Laden com um senso de soberba satisfação".[117]
- Chile: O presidente do Chile, Sebastián Piñera, comemorou a morte de bin Laden dizendo que conversou com o presidente Obama para expressar sua satisfação com a Operação Netuno Spear. Ele disse que estava "feliz porque todo o mundo aprendeu que, apesar de tardia, a justiça chega, e que os crimes contra pessoas inocentes em todo o mundo não ficarão impunes".[118][119]
- China: A porta-voz do Ministério dos Negócios Estrangeiros, Jiang Yu, afirmou que a morte de bin Laden é "um avanço" para a luta mundial contra o terrorismo.[120] O Governo da China também manifestou o seu apoio ao Paquistão e à forma como o país luta contra o terrorismo. Jiang disse: "O Paquistão está na linha de frente na luta contra o terrorismo e seu governo tem se dedicado realmente à causa".[121][122][123][124]
- Coreia do Sul: Diz estar com todos os seus ministérios alerta para uma possível represália à morte de Osama Bin Laden.[125]
- Dinamarca: O primeiro-ministro dinamarquês, Lars Løkke Rasmussen, disse que "parabeniza o presidente Obama e o povo americano pelo sucesso de terminar com o terrorista bin Laden, uma pessoa sem escrúpulos e que promovia a desumana violência de destruição".[126]
- Etiópia: O Gabinete de Comunicação Exteriores declarou: "A Etiópia se sente e partilha da agonia e o sofrimento dos povos que perderam seus cidadãos para ataques terroristas sem sentido", também diz que saúda todos os que estavam envolvidos nessa operação, elogia os Estados Unidos pela ação antiterrorista de caçar e destruir o líder da al-Qaeda. Diz que, embora a morte de bin Laden não signifique o fim da luta contra o terror, é uma grande vitória para as forças de segurança globais. O governo também lembra que a vizinha Somália sofreu ataques da al-Qaeda.[127]
- França: O chanceler francês, Alain Juppé, criticou o Paquistão quanto à "falta de clareza" em relação à morte de Bin Laden.[128]
- Israel: O primeiro-ministro Benjamin Netanyahu disse que a morte de bin Laden foi um "retumbante triunfo para a luta das nações democráticas contra o terrorismo".[129]
- Japão: O Ministro dos Negócios do Japão, Takeaki Matsumoto, disse que, apesar do líder da al-Qaeda ter morrido, a Guerra ao Terror não acabou.[130]
- Líbia:  O coronel Ahmed Omar Bani, um dos porta-vozes dos militares rebeldes atualmente em confronto na Guerra Civil do país, disse que ficou "muito feliz" ao ouvir a notícia da morte de bin Laden e que considerava o terrorista como um inimigo do combate contra Muammar al-Gaddafi. Bani disse ainda que deseja que o ditador líbio sofra o mesmo que Osama.[131]
- Malásia: O Ministro de Administração Interna da Malásia, Hishammuddin Hussein, disse que espera que a morte de bin Laden ajude a trazer paz e harmonia por todo o mundo.[132]
- Marrocos: O Ministro das Comunicações Khalid Naciri disse que todos os países "sofriam" pela organização criada por bin Laden. O governo do Marrocos considera que a al-Qaeda foi responsável pelo atentado à bomba em Marraquexe perpetrado em 28 de abril de 2011.[133]
- México: A Secretária de Relações Exteriores, Patricia Espinosa, disse: "A operação foi de grande importância nos esforços contra o terrorismo, que ameaça a paz e a segurança, principalmente àquele que lidera uma das mais cruéis e sangrentas organizações do mundo, a al-Qaeda".
- Nepal: O governo do Nepal disse que a morte de bin Laden é uma vitória na guerra contra o terrorismo. O Ministério dos Negócios Estrangeiros disse que o país sempre esteve contra as organizações terroristas.[134]
- Nigéria: O Consultor de Segurança Evawere Oyede disse que havia uma "reação" no país após a morte de bin Laden. Disse que algumas pessoas viam a situação como um alívio, enquanto outras veem-no como um homem que estava lutando contra o mundo ocidental, que viam Osama como um herói. O chefe de polícia Hafiz Ringim declarou alerta vermelho no país após a morte de bin Laden.[135][136][137]
- Nova Zelândia: O primeiro-ministro John Key afirmou que "o mundo é um lugar mais seguro sem Osama bin Laden" mas que "sua morte não deve significar o fim do terrorismo".[138]
- Noruega: Jonas Gahr Støre, ministro das relações internacionais, alegou que a morte de bin Laden foi um "avanço na luta contra o terror", mas insistiu que a al-Qaeda ainda é uma ameaça.[139]
- Portugal: O governo português afirmou que a morte de Osama bin Laden "não representa o fim" da Al-Qaida ou do terrorismo, considerando no entanto que "o êxito desta missão, que culmina uma longa operação de quase uma década, exprime a determinação do povo americano e seus aliados em combater o terrorismo e o fanatismo, que tantas vítimas inocentes têm provocado".[140]
- Quénia: Primeiro-ministro Raila Odinga disse que o evento foi "uma grande conquista na luta contra o terrorismo".[141]
- Reino Unido: O primeiro-ministro David Cameron afirmou que a morte de bin Laden traz "grande alívio" ao mundo.[129] O ex-primeiro-ministro, Tony Blair, disse que "a operação mostra que aqueles que cometem atos terroristas contra inocentes serão julgados", ele ainda disse que "a Guerra do Terror agora é mais urgente do que nunca foi", referindo-se a possíveis represálias à morte de bin Laden por parte de seus seguidores.[142] Tony diz que tem sincera gratidão ao presidente Obama, pela operação e para todos que participaram de alguma maneira da morte de bin Laden. Ele lembra do 11 de setembro e diz que nunca deve-se esquecer do pior ataque terrorista da história e lembrar-se de quem o promoveu, ele diz que o ataque não foi só aos Estados Unidos, mas direcionado para todos aqueles que compartilham os valores da civilização. O líder de oposição Ed Miliband afirmou que "o mundo é um lugar mais seguro após a morte de bin Laden, porque ele não está mais no comando para encorajar o terrorismo".[143] O ex-prefeito de Londres, Ken Livingstone criticou Obama por não ter levado bin Laden a julgamento. Ele diz que o assassinato pode significar o aumento do terrorismo com represálias à morte do líder da al-Qaeda.[144]
- Singapura: O ministro das relações internacionais afirmou que a morte de Osama bin Laden foi um "marco na luta contra o terrorismo internacional".[145]
- Somália: O primeiro-ministro da Somália, Mohamed Mohamed Abdullahi, elogiou a morte de bin Laden dizendo: "Congratulamo-nos com a operação de inteligência dos Estados Unidos que localizaram e mataram o líder da al-Qaeda, bin Laden, que já confessou ser o responsável pelo assassinado de várias massas ao redor do mundo." Disse ainda que Osama apoiava a Al-Shabaab e que a Somália é a verdadeira vítima da ideologia da Jihad de Osama bin Laden.[146]
- Turquia: O presidente Abdullah Gül diz estar "muito satisfeito" com a morte de Osama com ajuda paquistanesa.[125]
- Uganda: O governo de Uganda descreveu a morte de bin Laden como "um evento importante". O porta-voz Fred Opolot disse que o país continuará lutando contra a al-Qaeda e outras organizações terroristas.[133]

## Tentativas anteriores

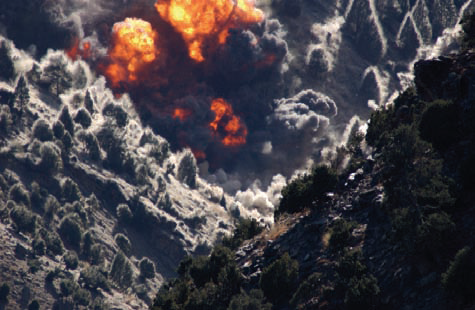
Ataques aéreos em Tora Bora em 2001

### Fevereiro de 1994
Uma equipe de líbios atacou a casa de Osama bin Laden no Sudão. Investigando, o governo anunciou que eles haviam sido contratados pela Arábia Saudita, embora esta os tenha acusado de mentir a fim de fazer com que o terrorista se tornasse mais favorável aos interesses do Sudão.

### Agosto de 1998
Durante a Operação Infinite Reach, no dia 20 de agosto de 1998, a marinha dos Estados Unidos lançou 66 mísseis de cruzeiro a um suspeito campo de treinamento que pertenceria à Al-Qaeda, onde se pensava que bin Laden estivesse escondido. Relatórios posteriores revelaram que cerca de trinta pessoas morreram durante o ataque.

### Ano 2000
Operários estrangeiros que trabalhavam em nome da CIA dispararam um lança-granadas-foguete em um comboio de veículos em que bin Laden estava viajando através das montanhas do Afeganistão, e acabaram atingindo um dos veículos, o carro em que estava bin Laden não foi atingido e o terrorista saiu ileso do ataque.

### Ano 2001
Durante as etapas de abertura da Guerra ao Terror no Afeganistão, lançada nos meses que se seguiram aos ataques do 11 de setembro de 2001, os Estados Unidos e seus aliados acreditavam que bin Laden estava escondido nas montanhas ásperas de Tora Bora. Apesar de ultrapassarem as posições do Talibã e da Al-Qaeda, eles falharam em capturar ou matá-lo.

## Teorias conspiratórias
A notícia de que Osama bin Laden havia sido morto em 1.º de maio de 2011, e, em seguida, o corpo havia sido lançado ao mar, sem autópsia e sem ter sido sequer fotografado, não foi aceita universalmente. O The Daily Telegraph informou, em 3 de maio de 2011, que foram criados " vários grupos do Facebook com títulos como 'Osama bin Laden não morreu'", apresentando diversas teorias conspiratórias. Fóruns de Internet discutiram uma possível farsa da morte de bin Laden; blogues e outras fontes também sugeriram que a Operação Neptune Spear tivesse sido uma falsificação do governo dos Estados Unidos. No dia 6 de maio, o SITE, organização norte-americana que monitora fóruns jihadistas na Internet, anunciou que membros da al-Qaeda teriam confirmado a morte de bin Laden.

### Revelações posteriores
Shaukat Qadir, um general paquistanês que investigou a morte de Osama, revelou que o terrorista foi entregue aos americanos por uma de suas esposas e por influência de seu sucessor Ayman al-Zawahiri. Bin Laden costuma dormir com sua esposa mais nova, o que teria levado a mais velha, por ciúmes a entregá-lo. Todavia, não existem provas para estas informações.